# Гробница Беле Фаркаша
Гробница Беле Фаркаша подигнута је после 1941. године на гробљу на Палићу, после смрти уметника. Представља непокретно културно добро као споменик културе.
Надгробни споменик Беле Фаркаша на палићком гробљу изведен је у вештачком камену са оивиченом хумком (200x100cm). Окомита плоча (висока 122cm)  постављена је на правоугаони постамент са уграђеном плочом од белог мермера (52x40cm) са текстом.